# 麻雀風天伝説 鉄砲
『麻雀風天伝説 鉄砲』（まーじゃんふうてんでんせつ でっぽう）は、原作：注蓮木賢、作画：嶺岸信明による日本の漫画。『近代麻雀』（竹書房）において連載された。話数は「巡目」。

## あらすじ
主人公の山藤弘明は「麻雀をするために生まれてきた男」を自称するほどの麻雀好き。麻雀で日本一になるため、狭すぎる故郷の八幡（福岡県北九州市八幡）から出て東京へ移る。そして東京デビュー戦。自信満々に5連勝するが、6連勝目を賭けた勝負で途中から入った「アオケン」こと青山健吾に負けた。山藤はアオケンの今まで見たことのない麻雀を見てショックを受ける。山藤はアオケンが所属する天狗の会に勝負を挑む。

## 登場人物
山藤 弘明（さんどう ひろあき）
主人公。九州から上京。喧嘩がかなり強い。
青山 健吾（あおやま けんご）
通称アオケン。「天狗の会」ナンバー1で、雀荘「七宝」のオーナー。麻沼十三に腕でを認められている。
ケンケン
天狗の会ナンバー2。七宝のメンバー。鉄壁の守りで振り込まない。
阿部（あべ）
天狗の会。山藤に負ける。
西川 秀樹（にしかわ ひでき）
天狗の会。
小川 良介（おがわ りょうすけ）
天狗の会。
大西（おおにし）
天狗の会。
麻沼 十三（あさぬま じゅうぞう）
通称「麻雀の神様」。若者を育てるため「天狗の会」を創る。自らも麻雀新撰組を結成。
中田（なかた）
雀荘「宮城」のオーナー。山藤を店長にする。
澤山（さわやま）
池袋の雀荘「ハピネス」の常連。
石神（石神）
池袋の雀荘「ハピネス」の常連。